# Potamogetonàcies
Les potamogetonàcies (Potamogetonaceae) són una família de plantes angiospermes aquàtiques de l'ordre de les alismatals d'aigua dolça i salada de distribució gairebé cosmopolita.

## Descripció
Sovint són plantes herbàcies, perennes, submergides o flotants, amb fulles simples, alternes o oposades i de forma laminar o filiforme. Les flors són petites, verdoses, actinomorfes, unisexuals o hermafrodites, aclamídies o amb un periant tetràmer d'origen estaminal, reunides en inflorescències en espigues o en espàdixs. Tenen un androceu amb quatre estams i un gineceu amb 4 carpels lliures. Les inflorescències són espiciformes o glomerulars. El fruit normalment correspon a una núcula o una drupa.

## Taxonomia
Aquesta família va ser descrita per primer cop l'any 1823, sota el nom de Potamogetinae, a l'obra O přirozenosti rostlin aneb rostlinář, obsahugjcj popsánj a wyobrazenj rostlin podlé řádů přirozených zpořádané, s zewrubným wyznamenánjm wlastnostj, užitečnosti a škodliwosti, obzwlástě wywodin a zlodin, spůsobu wydobýwánj, poslednjch dobroty a porušenosti neygistěgšjho poznánj a zkaušenj, též spůsobu užitecných sázenj chowánj a rozmnožwánj. Ustanowený pro lékaře, hogiče, hospodáře, umělce, řemeslnjky a wychowatele pels botànics Friedrich von Berchtold (1781 – 1876) i Jan Svatopluk Presl (1791 – 1849).

### Gèneres
Dins d'aquesta família es reconeixen els cinc gèneres següents:
- Althenia F.Petit
- Groenlandia J.Gay
- Potamogeton L.
- Stuckenia Börner
- Zannichellia P.Micheli ex L.

### Sinònims
Aquesta família compta amb un sinònim heterotípic:
- Zannichelliaceae Chevall.